# Walter Reed
Walter Reed (13 de setembro de 1851 — Washington, D.C., 22 de novembro de 1902) foi um cirurgião estadunidense que, em 1900, demonstrou que a febre amarela é transmitida por um mosquito.

## Vida
Foi um médico do Exército dos Estados Unidos que, em 1901, liderou a equipe que confirmou a teoria do médico cubano Carlos Finlay de que a febre amarela é transmitida por uma espécie particular de mosquito, ao invés de por contato direto. Essa percepção deu impulso aos novos campos da epidemiologia e biomedicina e, mais imediatamente, permitiu a retomada e conclusão das obras no Canal do Panamá (1904–1914) pelos Estados Unidos. Reed seguiu o trabalho iniciado por Carlos Finlay e dirigido por George Miller Sternberg, que foi apelidado de "primeiro bacteriologista dos Estados Unidos".

## Legado
O avanço de Reed na pesquisa da febre amarela é amplamente considerado um marco na biomedicina, abrindo novas perspectivas de pesquisa e humanitarismo. Foi em grande parte uma extensão do trabalho de Carlos J. Finlay, realizado durante a década de 1870 em Cuba, que finalmente ganhou destaque em 1900. Finlay foi o primeiro a teorizar, em 1881, que um mosquito era um transmissor, do organismo causador da febre amarela: um mosquito que pica uma vítima da doença pode picar e infectar uma pessoa sã. Ele apresentou essa teoria na Conferência Sanitária Internacional de 1881, onde foi bem recebida. Um ano depois, Finlay identificou um mosquito do gênero Aedes como o organismo transmissor da febre amarela. Sua teoria foi seguida pela recomendação de controlar a população do mosquito como forma de controlar a propagação da doença.

Essa descoberta ajudou William C. Gorgas a reduzir a incidência e prevalência de doenças transmitidas por mosquitos no Panamá durante a campanha americana, de 1903 em diante, para construir o Canal do Panamá. Antes disso, cerca de 10% da força de trabalho morria a cada ano de malária e febre amarela.